# Kinokawa
Kinokawa (紀の川市, Kinokawa-shi) est une ville située dans la préfecture de Wakayama, sur l'île de Honshū, au Japon.

## Géographie

### Localisation
Kinokawa est située dans le nord de la préfecture de Wakayama.

### Démographie
En août 2022, la population de Kinokawa s'élevait à 60 112 habitants, répartis sur une superficie de 228,21 km2.

### Topographie
Le mont Izumi Katsuragi occupe une partie du territoire de Kinokawa.

### Hydrographie
Kinokawa est traversée par le fleuve Ki.

## Histoire
La ville de Kinokawa a été créée en 2005 de la fusion des anciens bourgs de Kishigawa, Kokawa, Momoyama, Naga et Uchita. 

## Transports
Kinokawa est desservie par la ligne Wakayama de la JR West et la ligne Kishigawa de la compagnie privée Wakayama Electric Railway.